# كارلوس خوسيه أوتشوا
كارلوس خوسيه أوتشوا (بالإسبانية: Carlos José Ochoa) هو دراج فنزويلي، ولد في 14 ديسمبر 1980 في كاراكاس في فنزويلا.

## وصلات خارجية
- كارلوس خوسيه أوتشوا على موقع الاتحاد الدولي للدراجات (الإنجليزية)
- كارلوس خوسيه أوتشوا على موقع أرشيف الدراجات (الإنجليزية)
- كارلوس خوسيه أوتشوا على موقع إحصائيات الدراجات الإحترافية (الإنجليزية)
- كارلوس خوسيه أوتشوا على موقع نسبة الدراجات (الإنجليزية)
- كارلوس خوسيه أوتشوا على موقع CycleBase (الإنجليزية)